# Чернево (Ковровский район)
Чернево — деревня в Ковровском районе Владимирской области России, входит в состав Новосельского сельского поселения.

## География
Деревня расположена в 4 км на северо-восток от центра поселения посёлка Новый и в 3 км на юго-запад от райцентра города Ковров близ автодороги 17К-1 Сенинские Дворики – Ковров – Шуя – Кинешма. 

## История
В XIX — первой четверти XX века деревня входила в состав Бельковской волости Ковровского уезда, с 1926 года — в составе Клюшниковской волости. В 1859 году в деревне числилось 7 дворов, в 1905 году — 8 дворов, в 1926 году — 8 дворов.
С 1929 года деревня входила в состав Бабенского сельсовета Ковровского района, с 1940 года — в составе Шашовского сельсовета, с 1954 года — в составе Бельковского сельсовета, с 1958 года — в составе Великовского сельсовета, с 1972 года — в составе Новосельского сельсовета, с 2005 года — в составе Новосельского сельского поселения.

## Население
| 1859 | 1905 | 1926 |
| ---- | ---- | ---- |
| 45   | 64   | 39   |

| 1859 | 1905 | 1926 | 2002 | 2010 | 2021 |
| ---- | ---- | ---- | ---- | ---- | ---- |
| 45   | ↗64  | ↘39  | ↘5   | ↘4   | ↘1   |